# 水中ロケータービーコン

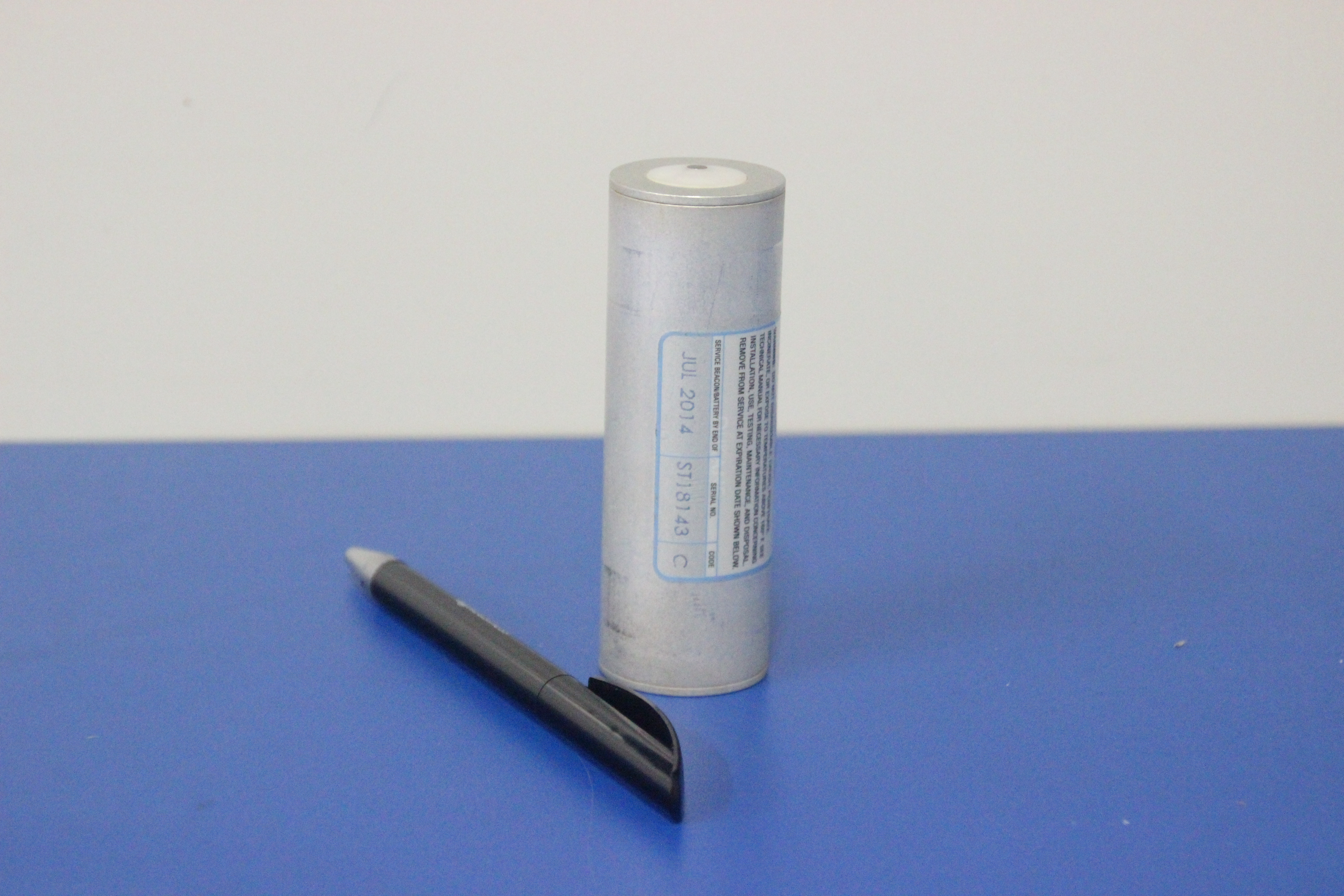
水中ロケータービーコン

水中ロケータービーコン（英語: Underwater locator beacon, ULB）は、主に航空機が水没した際、定期的な電気パルスを用いたビーコン（音波信号）を水中から送信することで捜索救難を行う機関に対しその位置を知らせる装置。ウォーターロケータビーコン、アコースティックビーコン、水中測位ビーコンとも表記される。その探知にはソナーが必要となる。

## 使用例

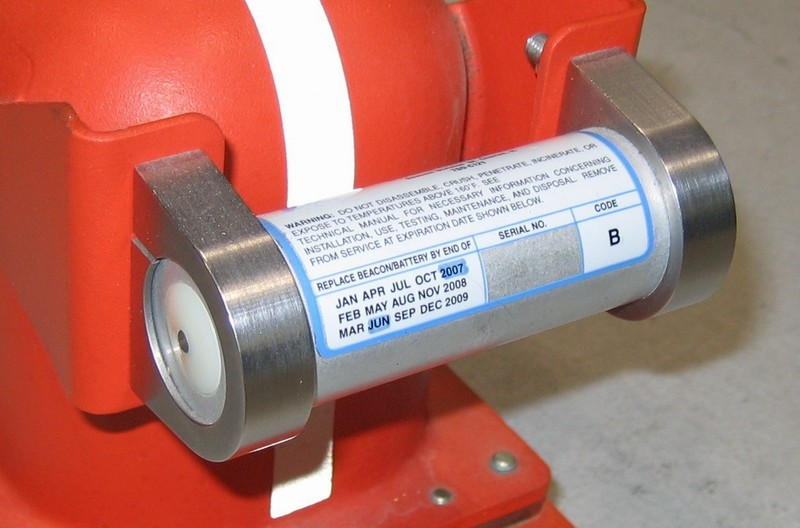
コックピットボイスレコーダーに取り付けられたULB

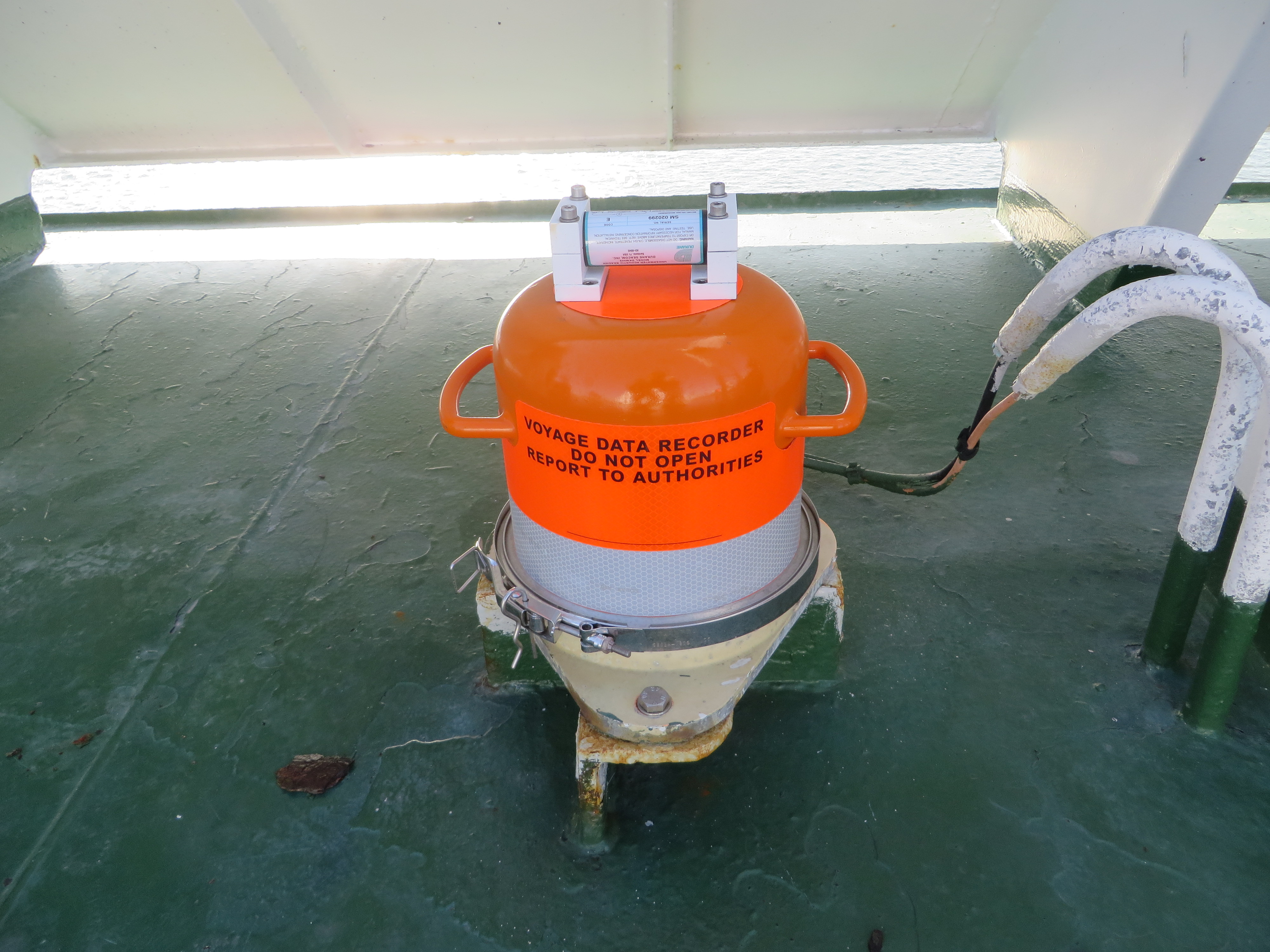
フランスのフェリーに搭載された航海データ記録装置上部に取り付けられたULB

フライトレコーダー
国際民間航空機関（ICAO）が定めた「ICAO Annex 6 – Operation of aircraft Amdt 36」の中で最大離陸重量が27,000 kgを越える全ての航空機に搭載が義務付けられており、コックピットボイスレコーダー（CVR）やフライトデータレコーダー（FDR）などの記録機器となるフライトレコーダーに直接取り付けられ使用されるほか、胴体に直接取り付けられる場合もある。ULBは浸水することで作動を開始し、37.5-1 kHzで1秒に1回低周波10 msパルスを放射する。
フランス航空事故調査局（BEA）の調査によれば、海上に墜落した航空事故27件の内、90%の確率で機器の残存が確認されている。2009年6月1日に発生したエールフランス447便墜落事故に搭載されていたULBは水温4度の中、30日間に渡り37.5 kHzで送信を行っていたことが事故調査から明らかになっている。また、BEAはこの事故からULBの送信期間を90日に延長させることや、捜索範囲を拡大させることに繋がるため、海上を通過する他の交通機関においても受信できる8.5 kHzや9.5 kHzなどの周波数帯を追加で使用することを推奨している。
船舶
2014年7月1日以降に建造された船舶には少なくとも90日の送信が可能であるULBの搭載が国際海事機関（IMO）によって決められている。
ROVやAUV
遠隔操作無人探査機（ROV）や自律型無人潜水機（AUV）、水中ドローンなどでも使用されている。

## 仕組み
ULBにはDK120型のリチウムイオン二次電池が内蔵され、そこから電力が供給される。また電池は6年毎（90日に変更後は3年）の交換が必要とされる。ULBが水に浸かることで内蔵された「ウォータースイッチ」が水を介し通電することでULBが起動し、音波となるピン（ping）の送信を開始する。起動後は30日から40日間連続して稼働させることができる電力であることが定められており、電圧は2.97 V、最大電圧で3.5 Vとなっている。30日（90日）間海水に耐え、水深6,000 mの水圧（8,700 psi）に30日（90日）間耐えうる構造となっている。
国家運輸安全委員会（NTSB）が1988年に行ったアエロスパシアル AS-355の墜落事故調査の中で、搭載されたフライトレコーダーが誤って水に濡れたことでULBが稼働しており、実際に事故が発生した際には既に電池切れであったことで音響信号を発していなかったことが判明しており、NTSBから注意喚起が出されている。
欧州航空安全機関（EASA）は少なくとも2020年1月1日までに90日間以上発信できるULBに移行すべきとの規制を発表している。

## 到達範囲
37.5 kHz（160.5 dBre1μPa）のピンガーは、通常の状態で表面から1-2 km（0.62-1.24 mi）、理想的な状態では4-5 km（2.5-3.1 mi）で検出することが可能となる。